# Thomas Menino
Thomas Michael Menino, né le 27 décembre 1942 à Boston et mort dans la même ville le 30 octobre 2014 d'un cancer, est un homme politique américain démocrate, maire de Boston de 1993 à 2014.

## Biographie

### Jeunesse et formation
Thomas Menino est le petit fils d'émigrés italiens ayant quitté le village de Grottaminarda, situé dans la province d'Avellino, pour s'établir aux États-Unis. Ses parents vivent dans le quartier de Hyde Park à Boston. Il reçoit un associate degree du Chamberlayne Junior College. Il reprend ses études à l'âge de 41 ans et s'inscrit à l'université du Massachusetts. En 1988, il obtient un baccalauréat universitaire (Bachelor's degree) en planification urbaine (community planning),.

### Carrière politique

#### Début de carrière
Thomas Menino commence à s'intéresser à la politique à l'âge de 13 ans, lorsqu'un ami de son père se présente à une élection. Durant les années 1960, il est vendeur d'assurances pour Metropolitan Life. Il s'engage en politique durant les années 1980 et devient notamment vice-président du comité municipal chargé du logement,.

#### Maire de Boston
Il siège durant neuf ans au conseil municipal de Boston, représentant le quartier de Hyde Park. Il succède au maire Raymond Flynn, nommé ambassadeur des États-Unis près le Saint-Siège en 1993. Menino, qui préside le conseil municipal, devient maire par intérim (acting mayor) pendant quatre mois, avant d'être élu en novembre de la même année avec plus de 60 % des suffrages. Il est le premier maire de Boston d'origine italienne,. Aucun candidat ne se présente contre lui en 1997,. Menino remporte largement les deux scrutins suivants, en 2001 (avec 76 % des voix) et en 2005 (totalisant 67 % des voix). En 2009, il s'impose pour la 5e fois avec 57 % des suffrages et devient le maire ayant effectué le plus long mandat à l'hôtel de ville. Hospitalisé en octobre 2012, Menino annonce en mars 2013, après plusieurs mois de convalescence, qu'il ne se représentera pas lors des prochaines municipales en raison de son état de santé,.

#### Autres activités
Menino préside la Conférence des maires des États-Unis en 2002 et 2003. Son autobiographie, Mayor for a New America, écrite en collaboration avec Jack Beatty, paraît en 2014.

## Ouvrage
- (en) Mayor for a New America  (en collaboration avec Jack Beatty), Houghton Mifflin Harcourt, 2014, 250 p. (ISBN 978-0-544-30249-5, lire en ligne)

## Distinctions
- 2013 : Doctorat honoris causa de l'Université Harvard[10]

## Dans la culture populaire
Il est incarné par Vincent Curatola dans le film Traque à Boston (2016, Peter Berg).